# エリー・ヤブロノビッチ
エリー・ヤブロノビッチ（Eli Yablonovitch、1946年12月15日 - ）はアメリカ合衆国の物理学者（専門は非線形光学）。カリフォルニア大学バークレー校教授。オーストリア・ザルツブルク州生まれ。アメリカ合衆国とカナダの二重国籍。

## 来歴
1967年にマギル大学を卒業、1972年にハーバード大学から応用物理学の博士号を取得。プラズマとレーザーの相互作用を研究し、1987年にフォトニック結晶を発明した。

## 主な受賞歴
- 1996年 R・W・ウッド賞
- 2001年 ユリウス・シュプリンガー応用物理学賞
- 2011年 トムソン・ロイター引用栄誉賞
- 2012年 ハーヴェイ賞
- 2015年 アイザック・ニュートン・メダル
- 2016年 オリバー・E・バックリー凝縮系賞
- 2018年 エジソンメダル
- 2019年 ベンジャミン・フランクリン・メダル、フレデリック・アイヴズメダル

## 参照
- Eli Yablonovitch
- headed by Prof. Eli Yablonovitch